# Kevin Sussman
Kevin Sussman (New York, 4 dicembre 1970) è un attore statunitense.

## Biografia
Nato a Staten Island, New York. Ha tre fratelli. Kevin è di religione ebraica. Studia al College di Staten Island e si diploma alla Accademia americana di arti drammatiche. Successivamente studia per quattro anni con la maestra di recitazione Uta Hagen. Debutta nel 1999 nel film Liberty Heights. Nel 2007 diventa noto per il ruolo di Walter nella prima stagione di Ugly Betty. Interpreta il ruolo di Stuart Bloom in The Big Bang Theory prima come personaggio ricorrente dalla seconda stagione e poi come membro fisso del cast a partire dalla sesta stagione.
È stato sposato dal 2006 al 2017 con Alessandra Young.

## Filmografia

### Attore

#### Cinema
- Liberty Heights, regia di Barry Levinson (1999)
- Quasi famosi (Almost Famous), regia di Cameron Crowe (2000)
- Wet Hot American Summer, regia di David Wain (2001)
- Kissing Jessica Stein, regia di Charles Herman-Wurmfeld (2001)
- A.I. - Intelligenza artificiale (A.I. Artificial Intelligence), regia di Steven Spielberg (2001)
- Un sogno impossibile (Pipe Dream), regia di John Walsh (2002)
- Garmento, regia di Michele Maher (2002)
- Ipotesi di reato (Changing Lanes), regia di Roger Michell (2002)
- Tutta colpa dell'amore (Sweet Home Alabama), regia di Andy Tennant (2002)
- Tutte le ex del mio ragazzo (Little Black Book), regia di Nick Hurran (2004)
- Hitch - Lui sì che capisce le donne (Hitch), regia di Andy Tennant (2005)
- Funny Money, regia di Leslie Greif (2006)
- For Your Consideration, regia di Christopher Guest (2006)
- Ira & Abby, regia di Robert Cary (2006)
- Lui, lei e Babydog (Heavy Petting), regia di Marcel Sarmiento (2007)
- Un amore di testimone (Made of Honor), regia di Paul Weiland (2008)
- Burn After Reading - A prova di spia (Burn After Reading), regia di Ethan Coen e Joel Coen (2008)
- Insanitarium, regia di Jeff Buhler (2008)
- Motel Woodstock (Taking Woodstock), regia di Ang Lee (2009)
- Killers, regia di Robert Luketic (2010)
- Freeloaders, regia di Dan Rosen (2011)

#### Televisione
- Ghost Stories – serie TV, episodio 1x28 (1998)
- Squadra emergenza (Third Watch) – serie TV, episodio 1x08 (1999)
- I Soprano (The Sopranos) – serie TV, episodio 2x01 (2000)
- Law & Order: Criminal Intent – serie TV, episodio 2x20 (2003)
- E.R. - Medici in prima linea (ER) – serie TV, episodi 10x19-10x20 (2004)
- The Wedding Album, regia di Andy Tennant – film TV (2006)
- Ugly Betty – serie TV, 20 episodi (2006-2007)
- My Name Is Earl – serie TV, episodi 3x01-3x17 (2007)
- CSI - Scena del crimine (CSI: Crime Scene Investigation) – serie TV, episodio 8x16 (2008)
- The Middleman – serie TV, episodio 1x12 (2008)
- Sincerely, Ted L. Nancy, regia di Chuck Martin – film TV (2008)
- The Big Bang Theory – serie TV, 84 episodi (2009-2019) – Stuart Bloom
- The Mentalist – serie TV, episodio 2x11 (2010)
- La strana coppia (The Good Guys) – serie TV, episodi 1x02-1x05 (2010)
- Childrens Hospital – serie TV, episodio 2x04 (2010)
- Weeds – serie TV, episodi 8x06-8x08-8x10 (2012)
- Dark Minions, regia di Ross Shuman – film TV (2013)
- Wet Hot American Summer: First Day of Camp – miniserie TV (2015)
- The Dropout – miniserie TV (2022)
- Better Call Saul – serie TV, episodi 6x11 e 6x12 (2022)
- Lezioni di chimica (Lessons in Chemistry) – miniserie TV, 8 puntate (2023)

### Doppiatore
- Alpha and Omega (2010) - Shakey

## Doppiatori italiani
Nelle versioni in italiano delle opere in cui ha recitato, Kevin Sussman è stato doppiato da:
- David Chevalier in Wet Hot American Summer, Hitch - Lui sì che le capisce le donne, We Hot American Summer: First Day of Camp
- Fabrizio Manfredi in Tutte le ex del mio ragazzo, The Dropout, Un amore di testimone
- Gianfranco Miranda in CSI - Scena del crimine, Burn After Reading - A prova di spia
- Ezio Conenna in Killers (edizione TV), The Mentalist
- Patrizio Prata in Law & Order: Criminal Intent
- Emiliano Reggente in The Big Bang Theory
- Francesco Venditti in Ugly Betty
- Simone Crisari in Lui, lei & Babydog
- Alberto Bognanni in Better Call Saul
- Paolo De Santis in Lezioni di chimica